# Ngôn ngữ thiêng liêng
Ngôn ngữ thiêng liêng, thánh ngữ hoặc ngôn ngữ phụng vụ là ngôn ngữ được trau chuốt và sử dụng chủ yếu trong bối cảnh tôn giáo và vì những lý do liên quan tới tôn giáo, bởi những người mà trong thường ngày nói một ngôn ngữ khác. Những ngôn ngữ này đóng một vai trò lịch sử quan trọng đối với cộng đồng tôn giáo tương ứng, duy trì tính liên tục độc lập với truyền thống tôn giáo được kết nối với chúng và dần dần tách biệt với ngôn ngữ hàng ngày. Một ngôn ngữ phụng vụ được sử dụng rộng rãi là tiếng Latinh trong Giáo hội Công giáo. Thuật ngữ phụng vụ bắt nguồn từ tiếng Hy Lạp: λειτουργια leitourgia nghĩa chữ là việc công, được ghép từ λαος laos là nhân dân và εργον érgon là phục vụ.